# Bảo tồn rừng nhiệt đới

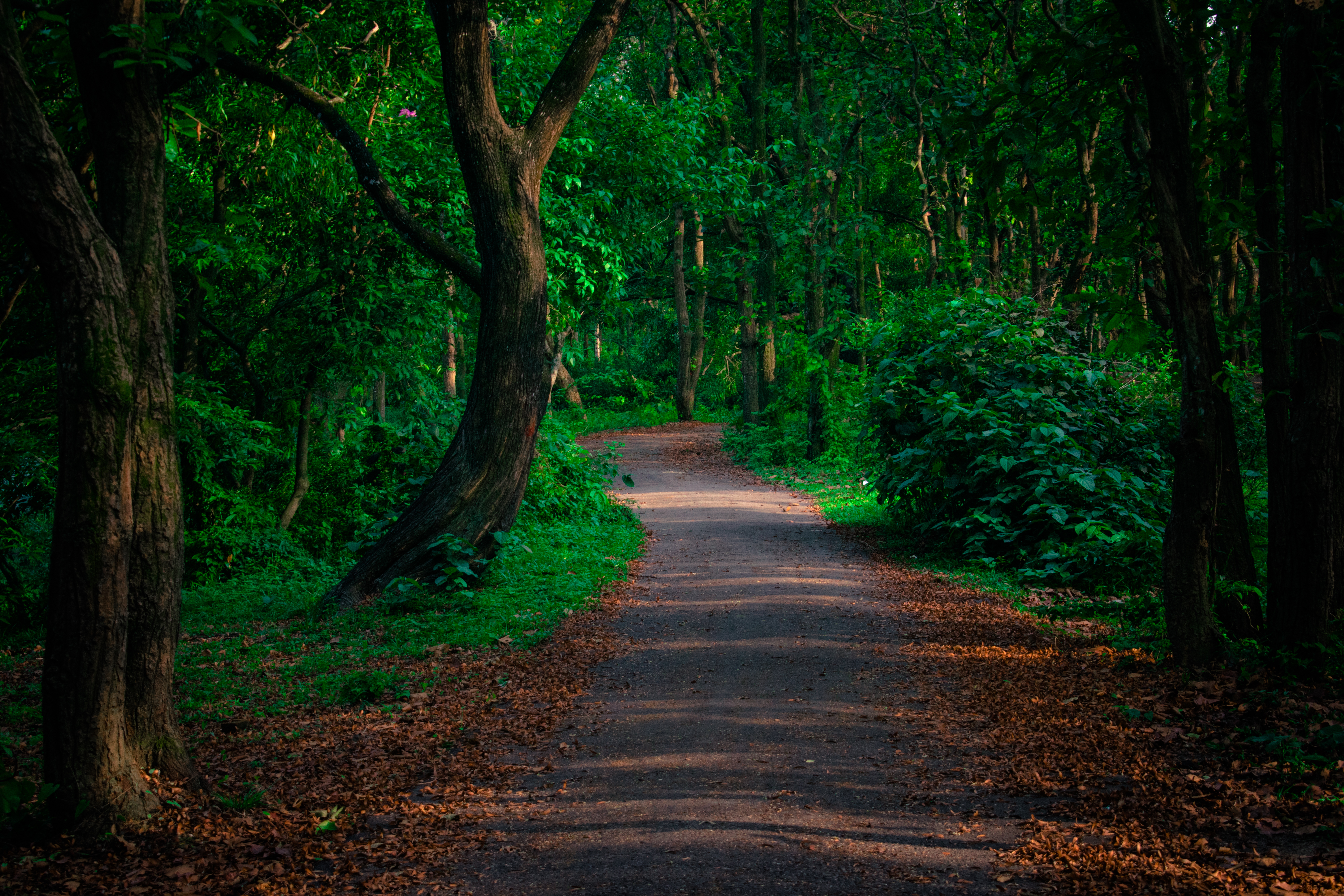
Khu bảo tồn rừng nhiệt đới ở Công viên Quốc gia Bhawal

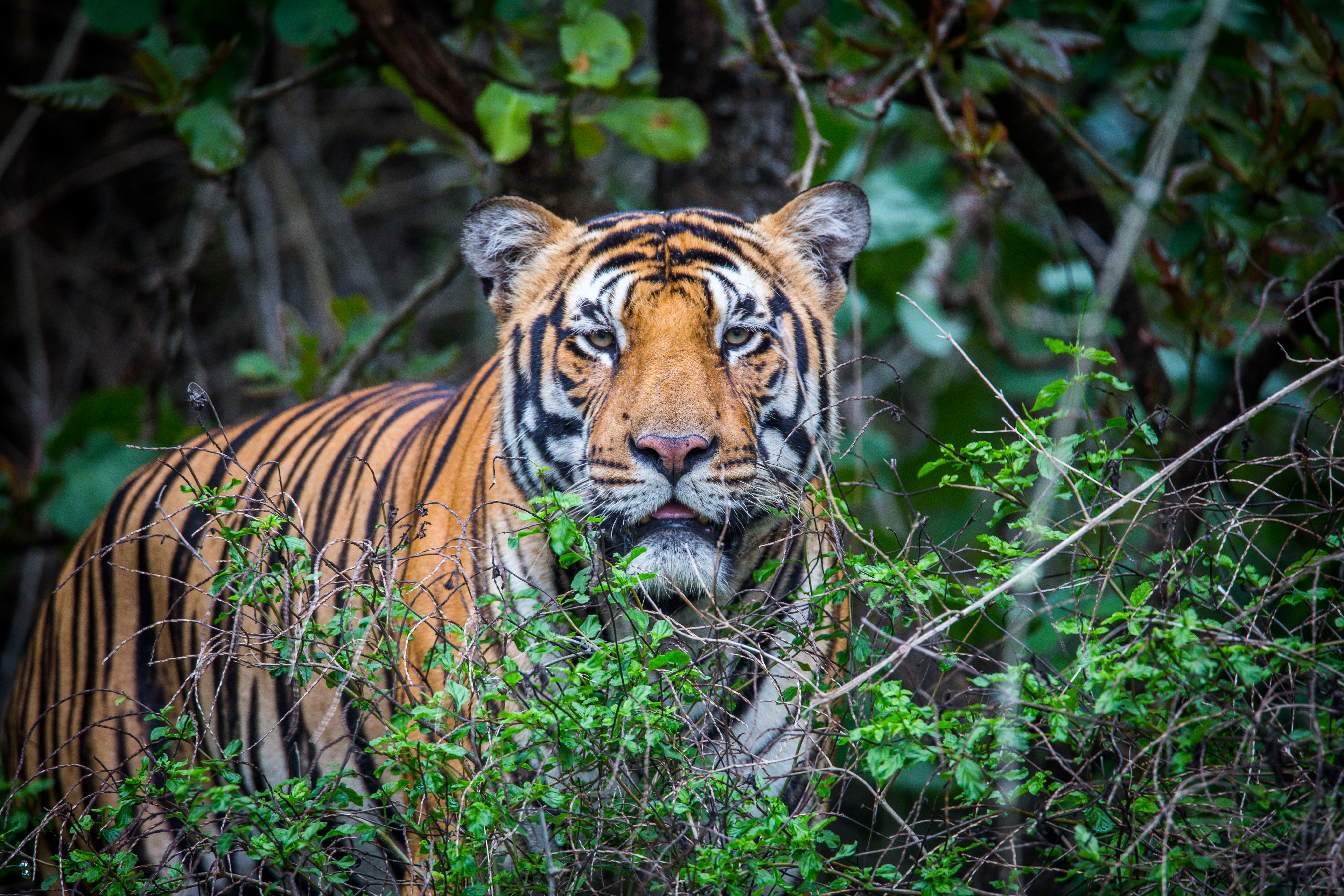
Rừng rậm nhiệt đới là nơi trú ẩm cho các loài động vật quý hiếm

Bảo tồn rừng nhiệt đới (Tropical rainforest conservation) là các biện pháp bảo tồn rừng và bảo vệ rừng đối với các khu rừng nhiệt đới mà trọng tâm ưu tiên là rừng mưa nhiệt đới, bao gồm du lịch sinh thái và các biện pháp phục hồi rừng. Hoạt động tái trồng rừng và khôi phục rừng là những biện pháp phổ biến ở một số khu vực nhất định nhằm cố gắng tăng mật độ rừng nhiệt đới. Thông qua việc tương tác và giao tiếp với người dân địa phương sống trong và xung quanh rừng nhiệt đới, các nhà bảo tồn có thể tìm hiểu thêm về những gì có thể cho phép họ tập trung nỗ lực tốt nhất cho công tác bảo tồn. Điều bắt buộc đối với sự sống trên trái đất là phải bảo tồn rừng nhiệt đới vì cây cối lấy carbon dioxide để cung cấp dưỡng khí oxy nên rừng nhiệt đới chính là lá phổ xanh cho sự sống của hành tinh này. Khoảng một phần tư lượng khí thải nhà kính trên thế giới gia tăng đến từ nạn phá rừng và phá hủy rừng nhiệt đới.
Rừng mưa nhiệt đới có tầm quan trọng toàn cầu đối với tính bền vững và bảo tồn đa dạng sinh học là lá phổi xanh của sự sống trên trái đất và thực tế thì lá phổi xanh này bị đe đọa với tốc độ phá rừng đáng chóng mặt. Mặc dù chúng có thể khác nhau về vị trí và các loài thực vật và động vật sinh sống, nhưng chúng vẫn có tầm quan trọng trên toàn thế giới vì sự phong phú của tài nguyên thiên nhiên và dịch vụ hệ sinh thái. Điều quan trọng là phải xem xét các loài khác nhau và đa dạng sinh học tồn tại ở các loại rừng nhiệt đới khác nhau để thực hiện chính xác các phương pháp bảo tồn. Các nỗ lực nhằm bảo vệ và bảo tồn môi trường sống trong rừng mưa nhiệt đới rất đa dạng và lan rộng nhanh tạo nên phong trào toàn cầu về bảo vệ rừng vì tương lai con em trên hành tinh. Theo Nghị định thư Kyoto, các quốc gia phải giảm 5% lượng khí thải carbon dioxide so với mức năm 1990 trước năm 2012. Các quốc gia có thể đáp ứng mức cắt giảm khí thải bắt buộc bằng cách bù đắp một số lượng khí thải đó theo cách khác là thông qua việc bảo tồn hoặc trồng lại rừng nhiệt đới nên các quốc gia có thể nhận được tài trợ tín dụng từ các định chế tài chính.

## Đại cương

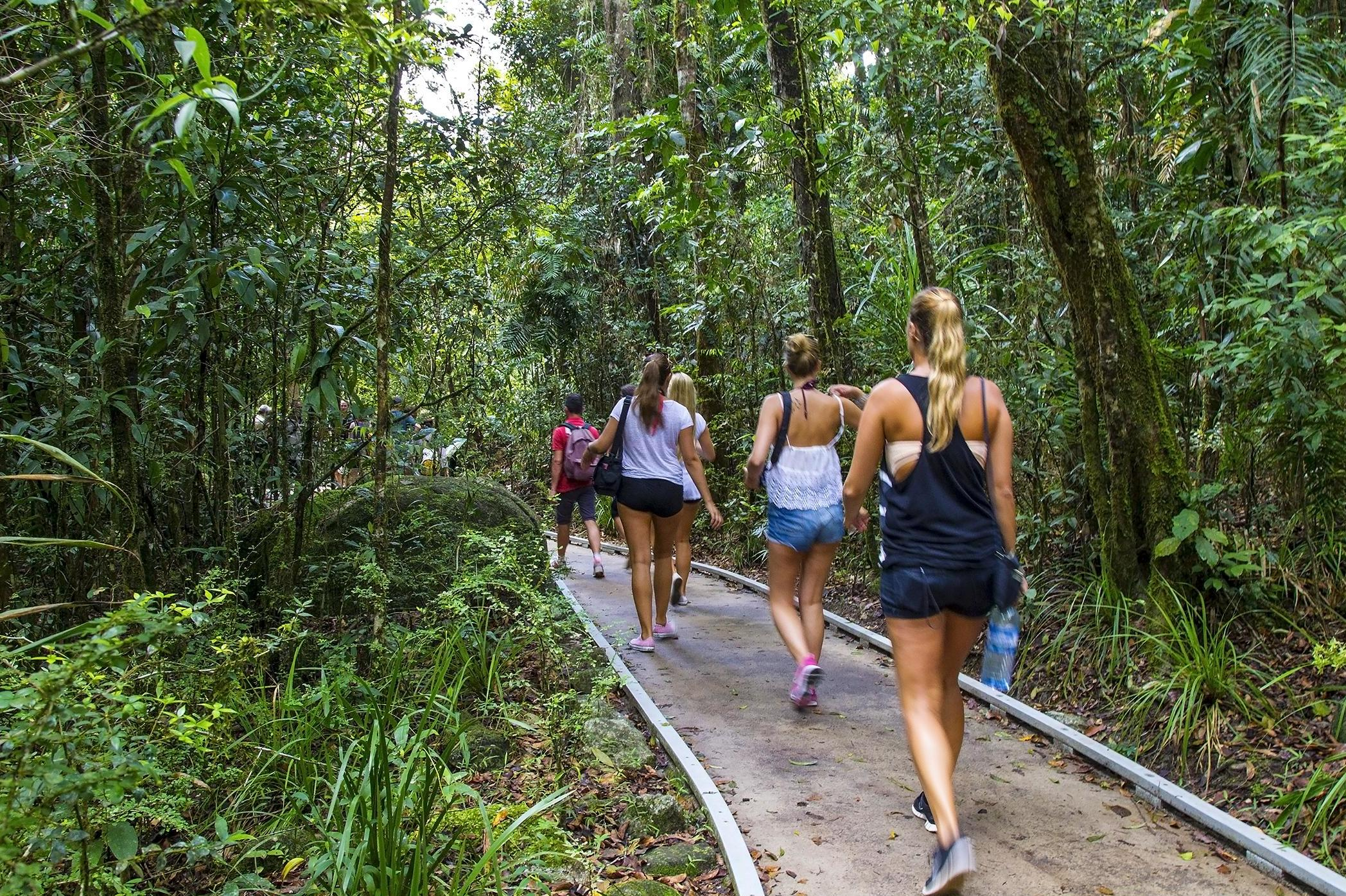
Phát triển loại hình du lịch rừng rậm cũng là một giải pháp tạo nguồn thu cho công tác bảo tồn rừng

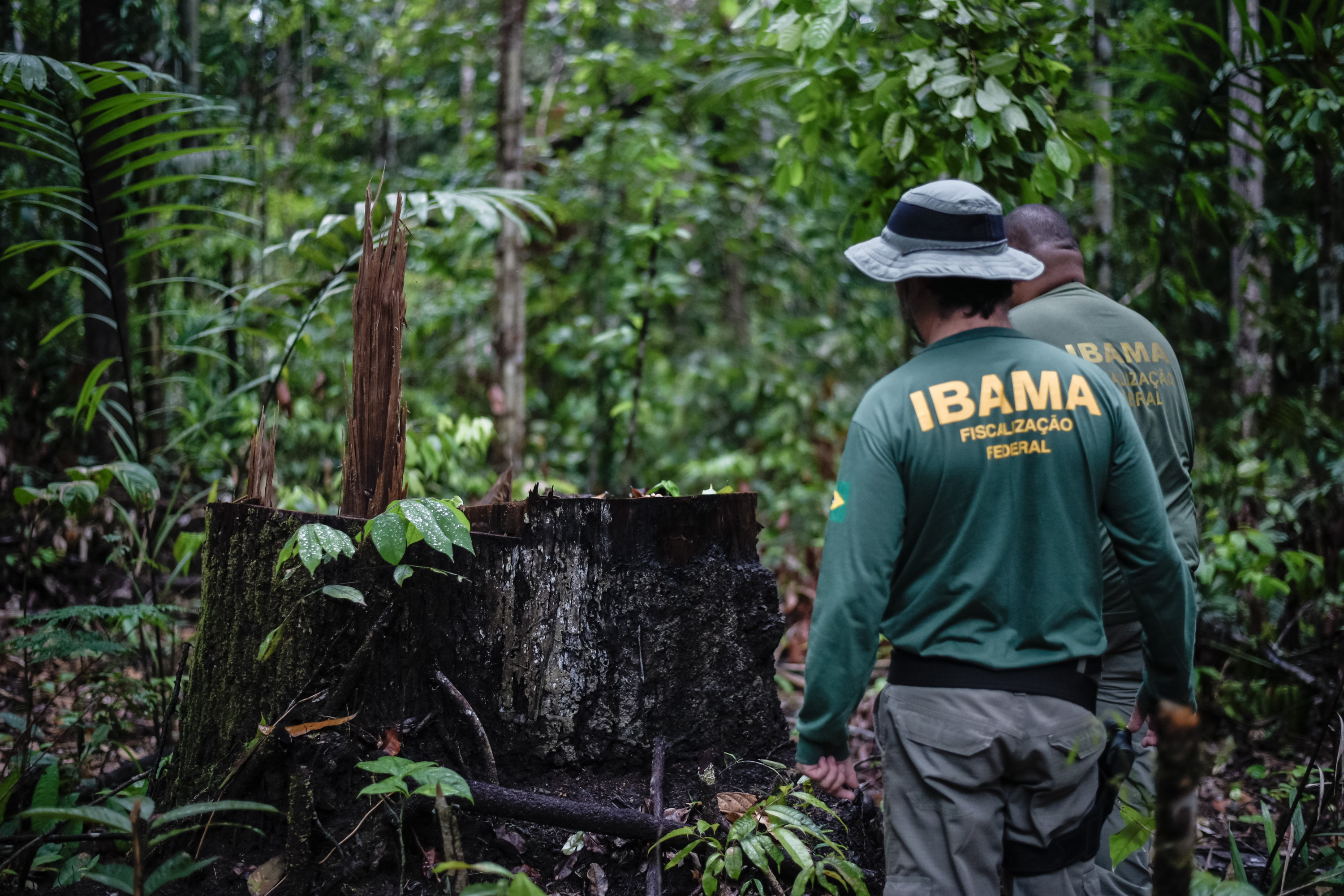
Cảnh phá rừng ở Brazil

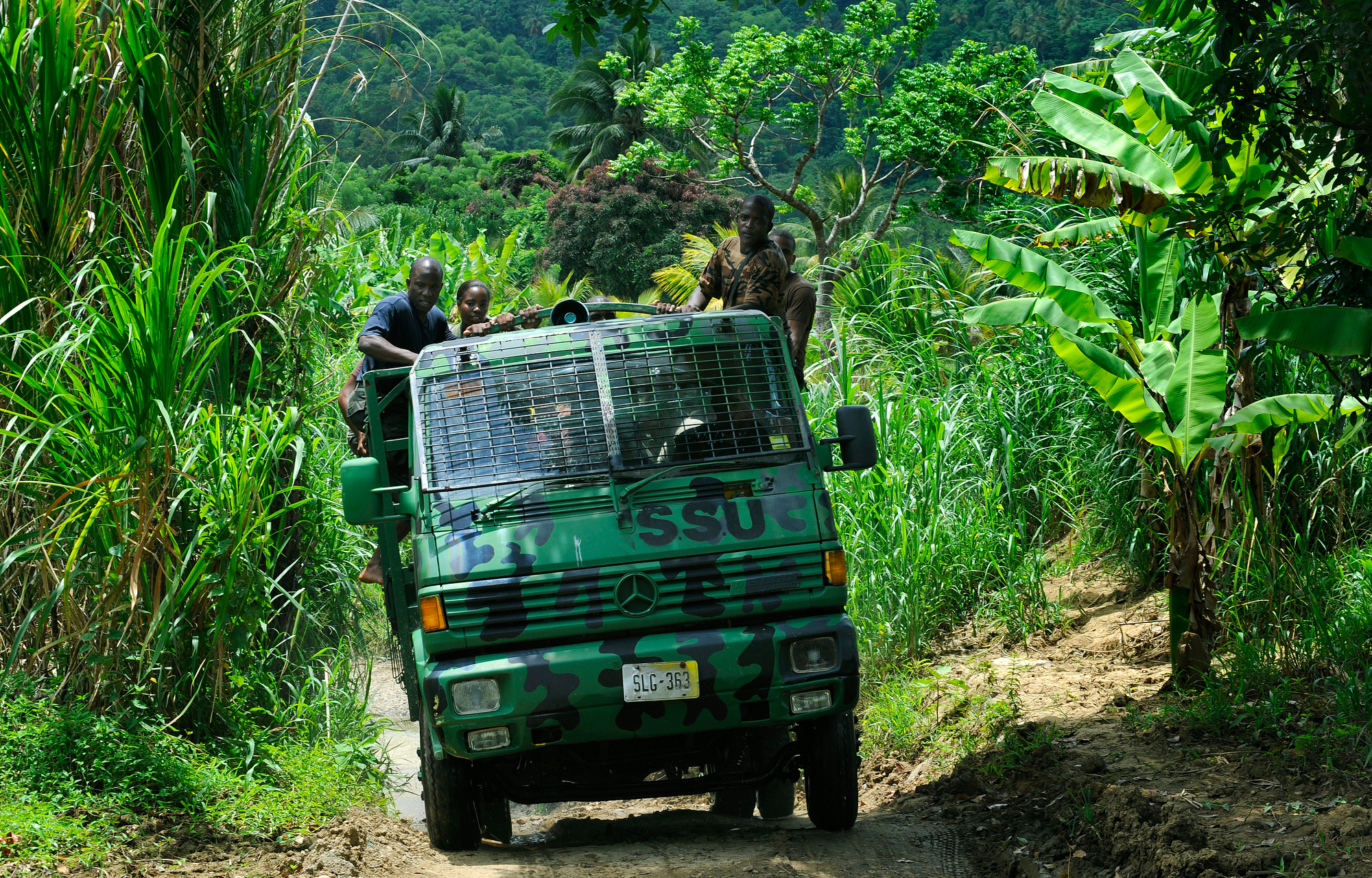
Tuần tra trong rừng nhiệt đới ở châu Phi

Việc bảo tồn rừng mưa nhiệt đới bao gồm từ việc bảo tồn môi trường sống chặt chẽ đến việc tìm kiếm những phương pháp quản lý hiệu qua cho những người sống trong các rừng mưa nhiệt đới. Chính sách thế giới cũng đưa vào một chương trình hỗ trợ thị trường gọi là Reducing Emissions from Deforestation và Forest Degradation (REDD) cho các công ty và chính quyền để giảm lượng cacbon thải ra thông qua sự đầu tư tài chính và việc bảo tồn rừng mưa.  Barnens Regnskog (rừng nhiệt đới của trẻ em) là một tổ chức phi lợi nhuận của Thụy Điển được thành lập vào năm 1987, dành riêng cho việc huy động vốn để bảo tồn rừng nhiệt đới. Tổ chức từ thiện này hỗ trợ các dự án bảo tồn tại Thái Lan, Guatemala, Belize, Costa Rica và Ecuador và đã góp phần giữ gìn 450 km² rừng nhiệt đới. Hoạt động gây quỹ đã được thực hiện ở Thụy Điển cũng như Đức và Hoa Kỳ.
Du lịch sinh thái đang thực hiện các chuyến tham quan đến một khu vực cụ thể nhằm nỗ lực giáo dục công chúng về những môi trường thường bị đe dọa. Đó là một thực tiễn đại diện cho một giải pháp cấp thiết để cứu môi trường sống đang bị đe dọa. Khách du lịch và hướng dẫn viên du lịch thường quyên góp hào phóng cho các nỗ lực bảo tồn ở những khu vực họ ghé thăm, giúp ích rất nhiều cho việc bảo tồn rừng nhiệt đới Amazon. Các chuyên gia đang thảo luận liên tục và thường xuyên với các nhà bảo tồn, các nhà hoạch định chính sách, các chính trị gia và lãnh đạo địa phương về du lịch sinh thái và tác động của nó đối với các hệ sinh thái xung quanh. Du lịch sinh thái có thể góp phần bảo tồn và phát triển bền vững đa dạng sinh học ở các khu rừng nhiệt đới.
Rừng mưa Amazon ở Nam Mỹ là một trong những khu rừng nhiệt đới lớn nhất và dày đặc nhất thế giới. Rừng mưa nhiệt đới đang biến mất trên khắp thế giới và ở mức báo động ở Brazil. Kể từ những năm 1980, hơn 153.000 dặm vuông rừng nhiệt đới Amazon đã trở thành nạn nhân của nạn phá rừng. Brazil đã giúp đáp ứng nhu cầu ngày càng tăng trên toàn cầu về cung cấp sản phẩm đậu nành và thịt bò với vùng đất mới được giải phóng mặt bằng. Vùng Amazon dễ dàng tạo thành một trong những khu bảo tồn sinh thái lớn nhất và đa dạng sinh học nhất thế giới, từng là lưu vực rất đa dạng, tươi tốt, hiện đã bị phát quang ở nhiều khu vực để làm ruộng đậu nành và trang trại chăn nuôi gia súc. Khí nhà kính, phần lớn là do tốc độ phá hủy rừng nhiệt đới ở mức đáng báo động, là một trong những nguyên nhân lớn nhất gây ra biến đổi khí hậu ở khu vực Amazon.
Hoạt động phá rừng ở một mức độ nào đó đã bị chậm lại nhờ thực hiện các quy định sử dụng đất chặt chẽ hơn và tạo ra khu vực được bảo vệ. Chính phủ Brazil cũng hỗ trợ lập kế hoạch kinh tế và xã hội tốt hơn cho các khu vực cụ thể có những điểm tương đồng đáng kể với các chính sách quốc gia. Chỉ riêng trong năm 2009, Brazil đã thừa nhận một vấn đề và chấp nhận thách thức đặt ra là giảm 36–38% lượng khí thải carbon vào năm 2020 trong nỗ lực giảm lượng khí thải vào không khí. Một số công ty trên toàn thế giới đã tuyên bố công khai rằng họ từ chối mua các sản phẩm có nguồn gốc từ các khu vực rừng nhiệt đới mới được phát quang gần đây. Thịt bò thường đến từ các trang trại nằm trên vùng đất trước đây là rừng nhiệt đới. Điều quan trọng là phải bảo tồn rừng nhiệt đới vì nhiều tài nguyên cho những thứ chúng ta sử dụng hàng ngày đều đến từ rừng nhiệt đới, bao gồm cả cao su làm lốp xe và các loại gia vị như quế và nhiều mặt hàng thông dụng khác.

## Hình ảnh

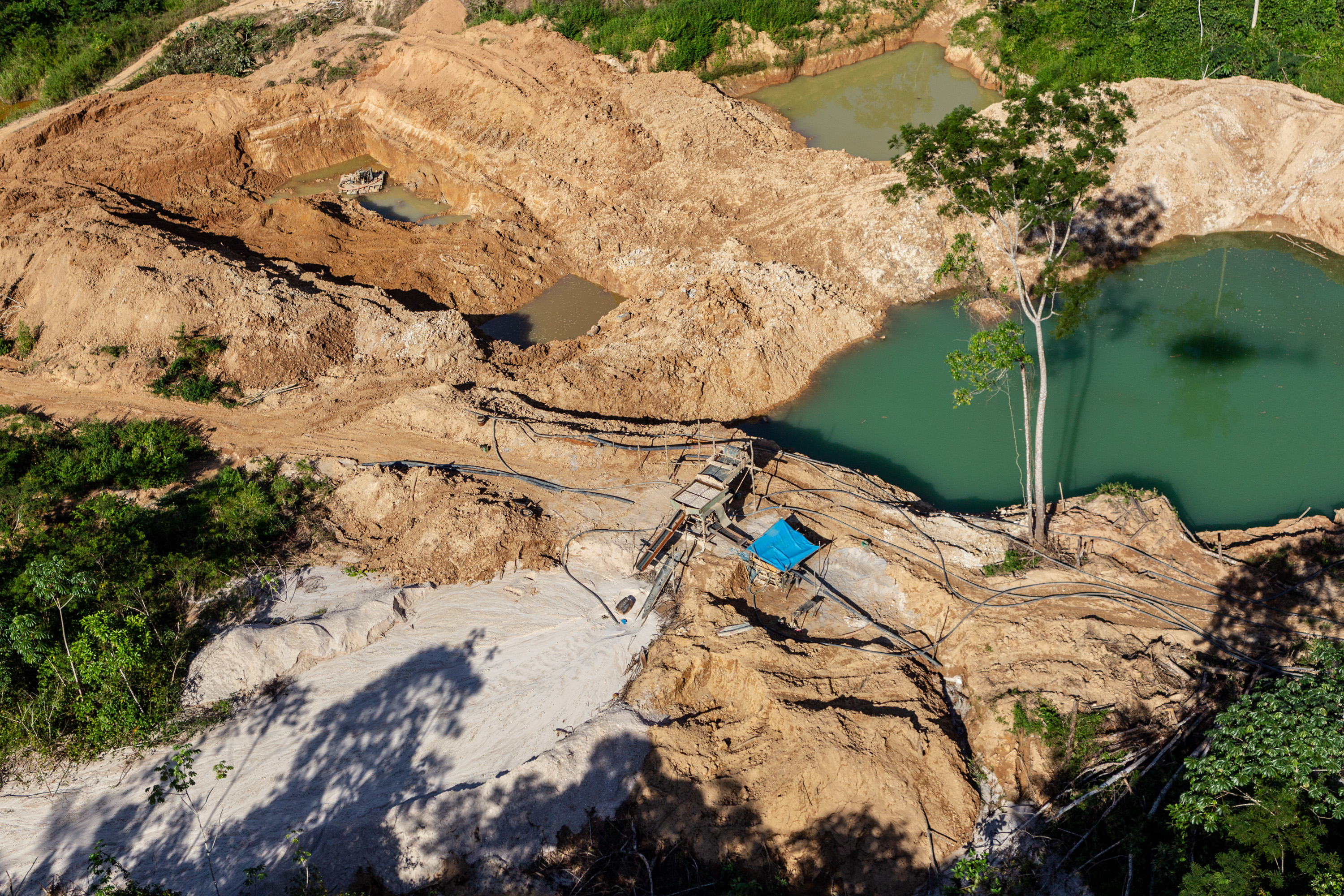
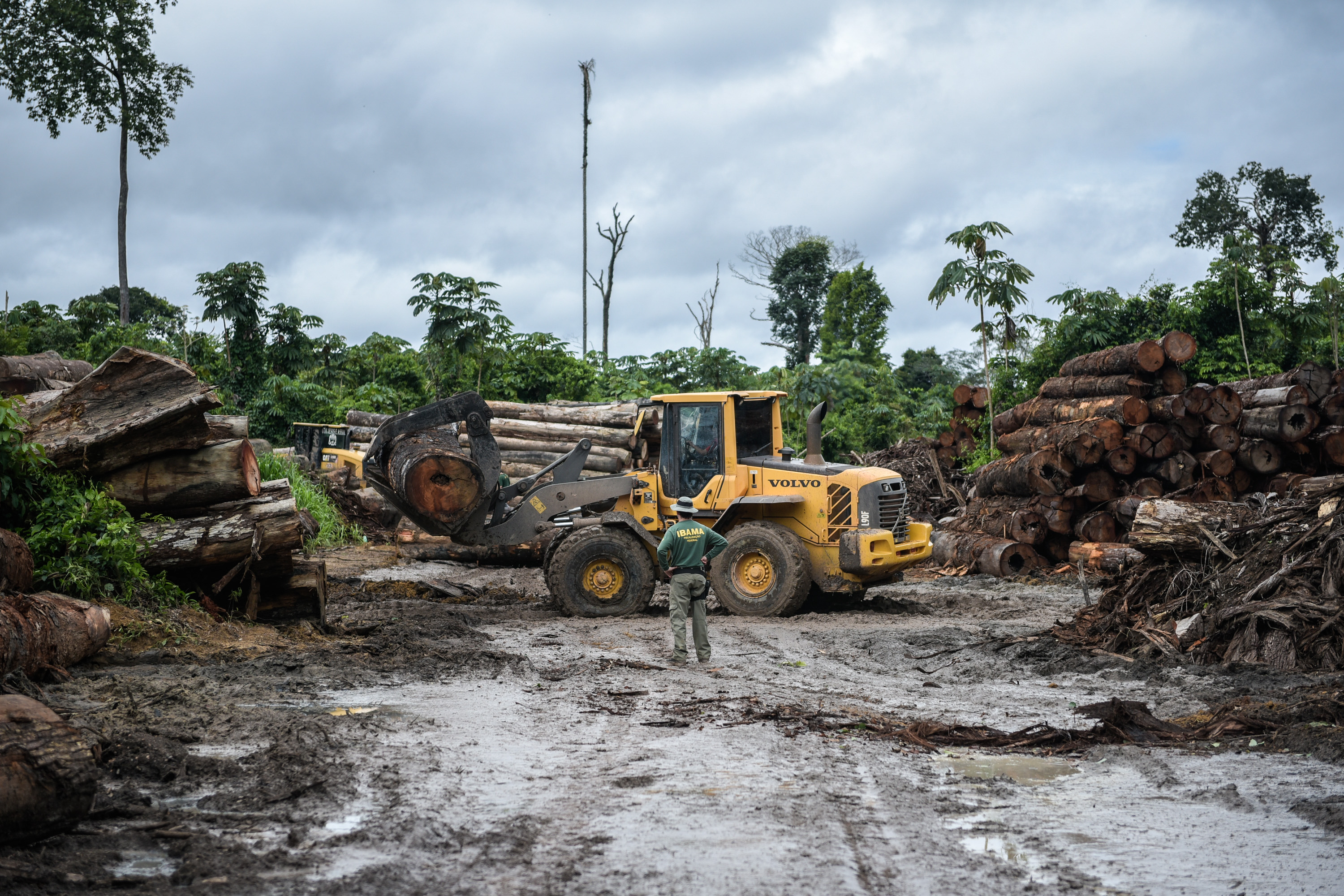
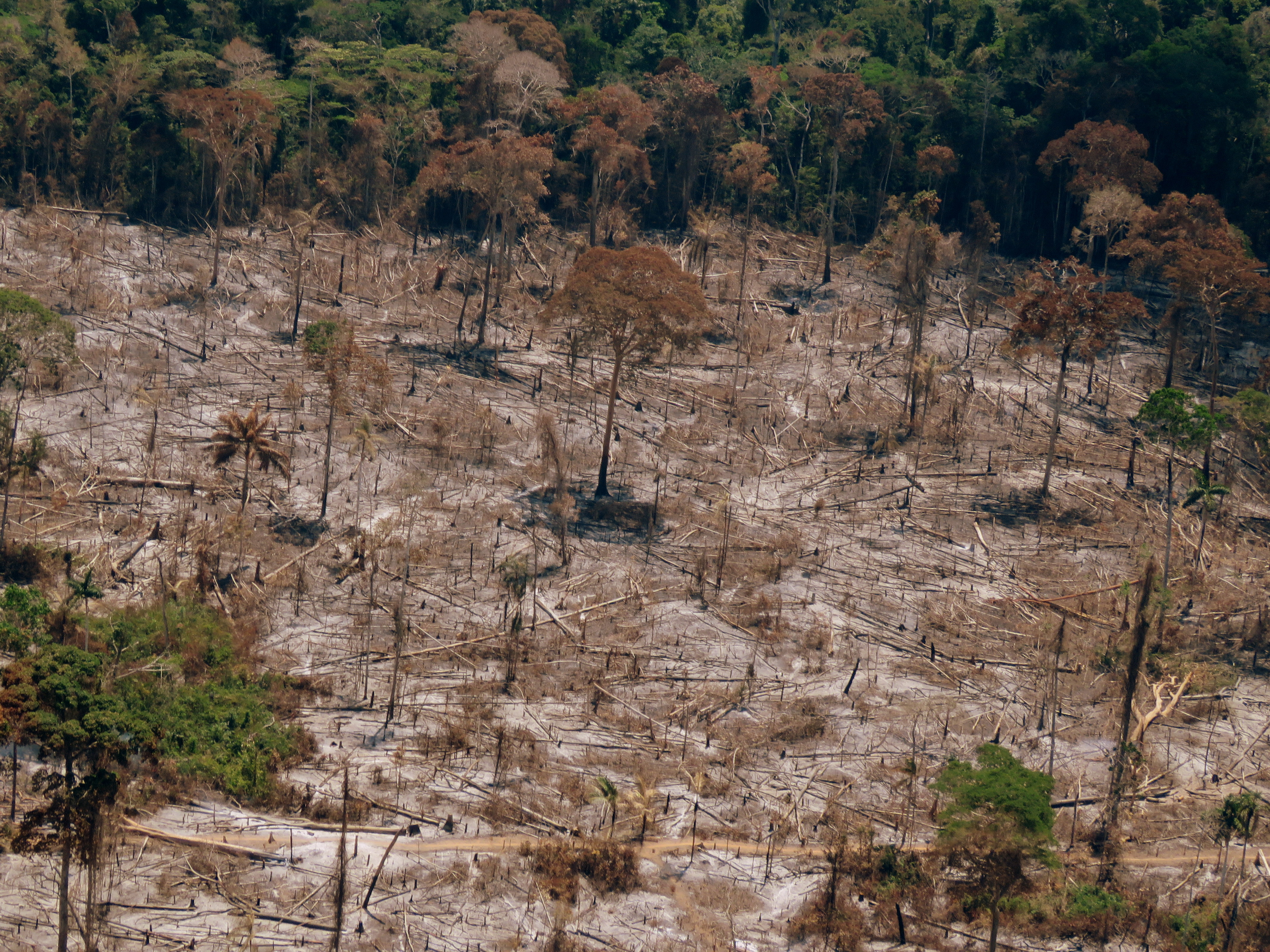
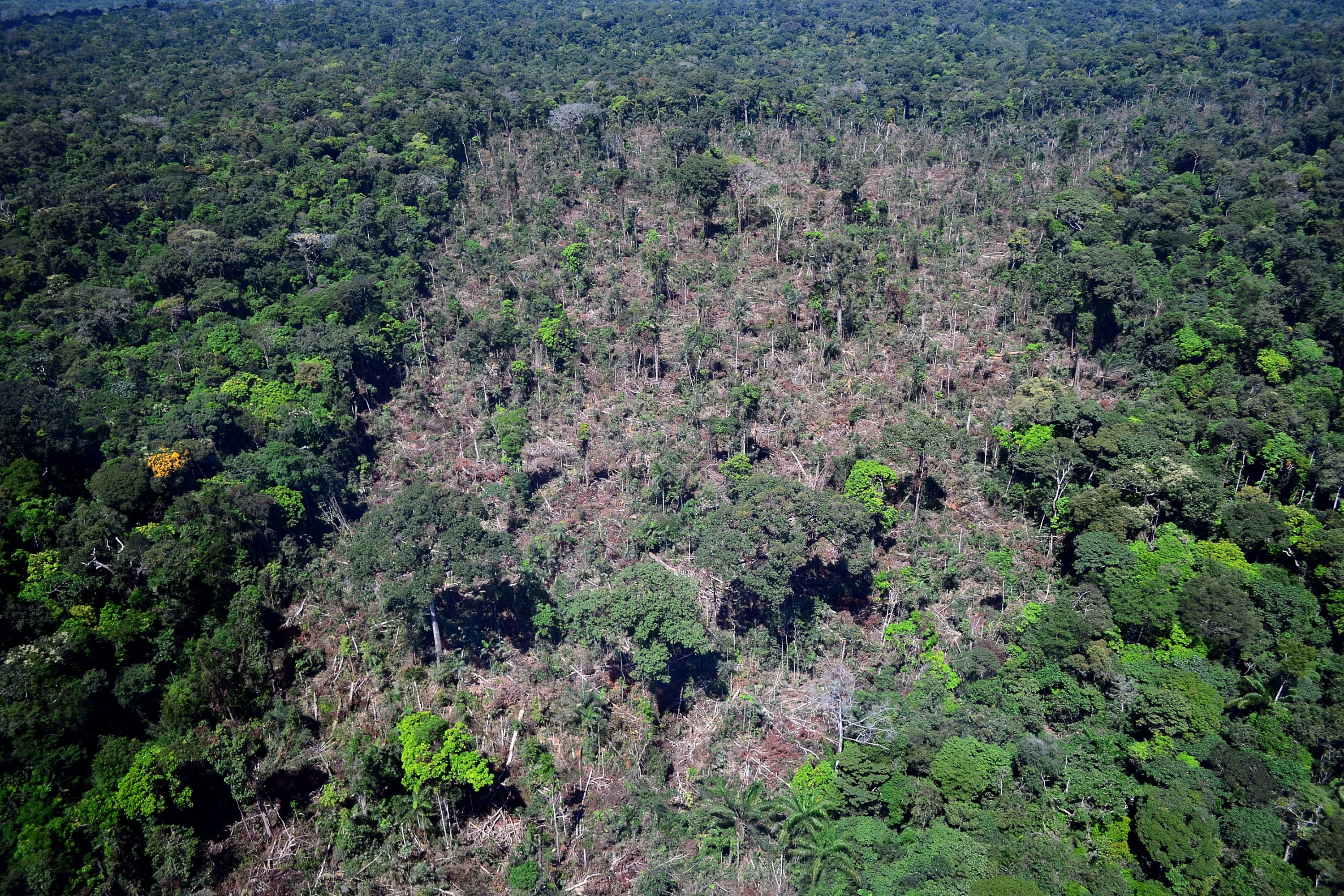
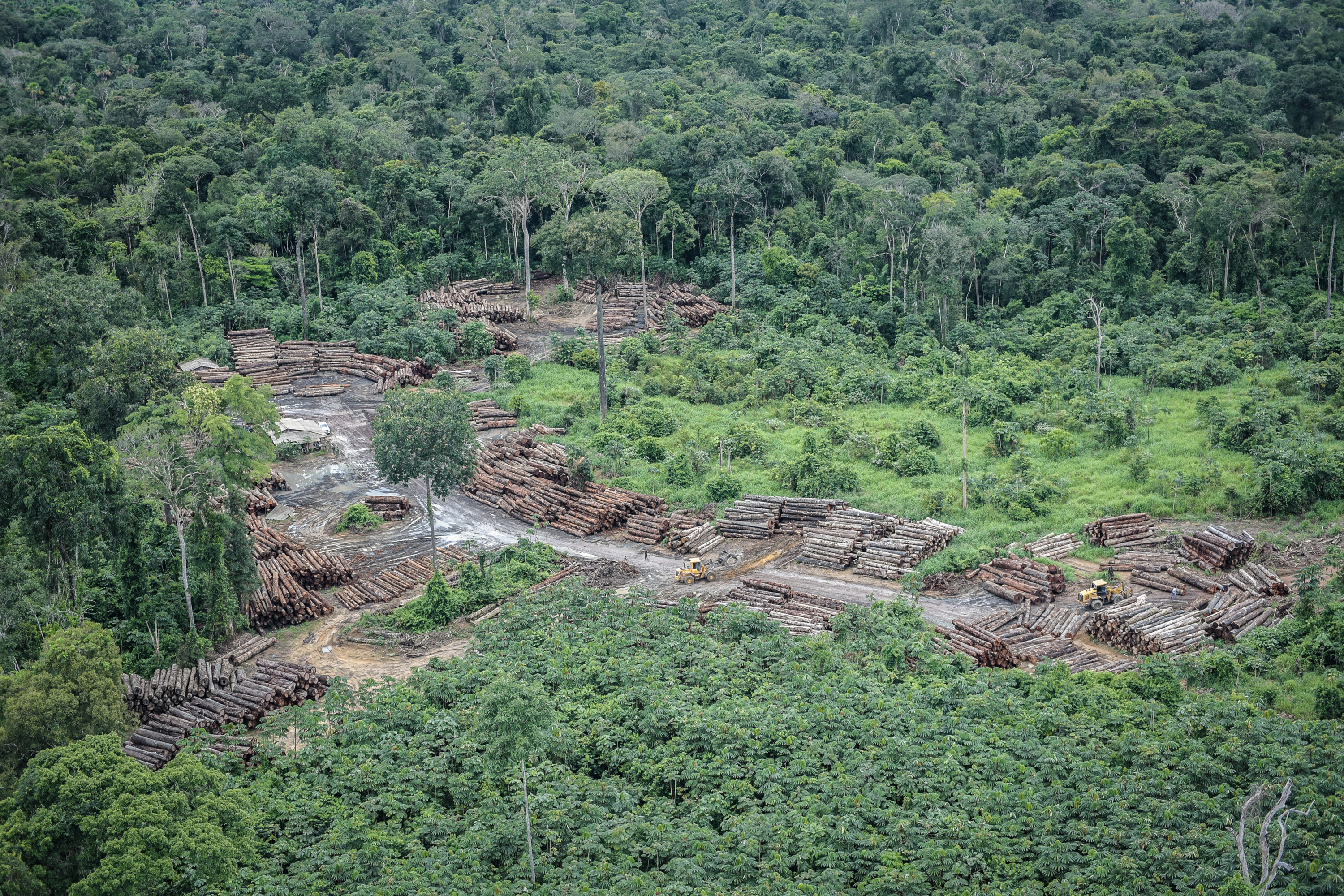
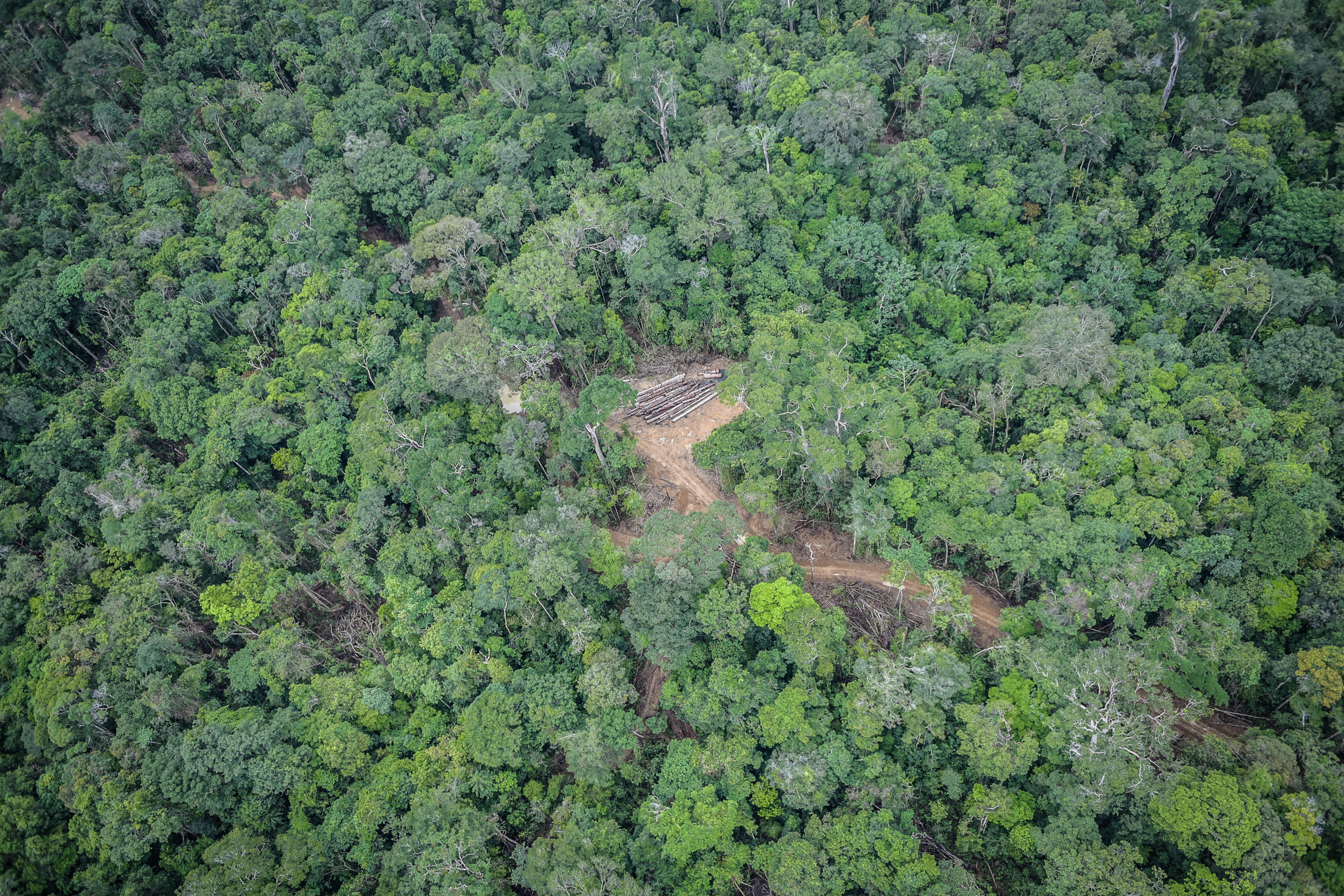
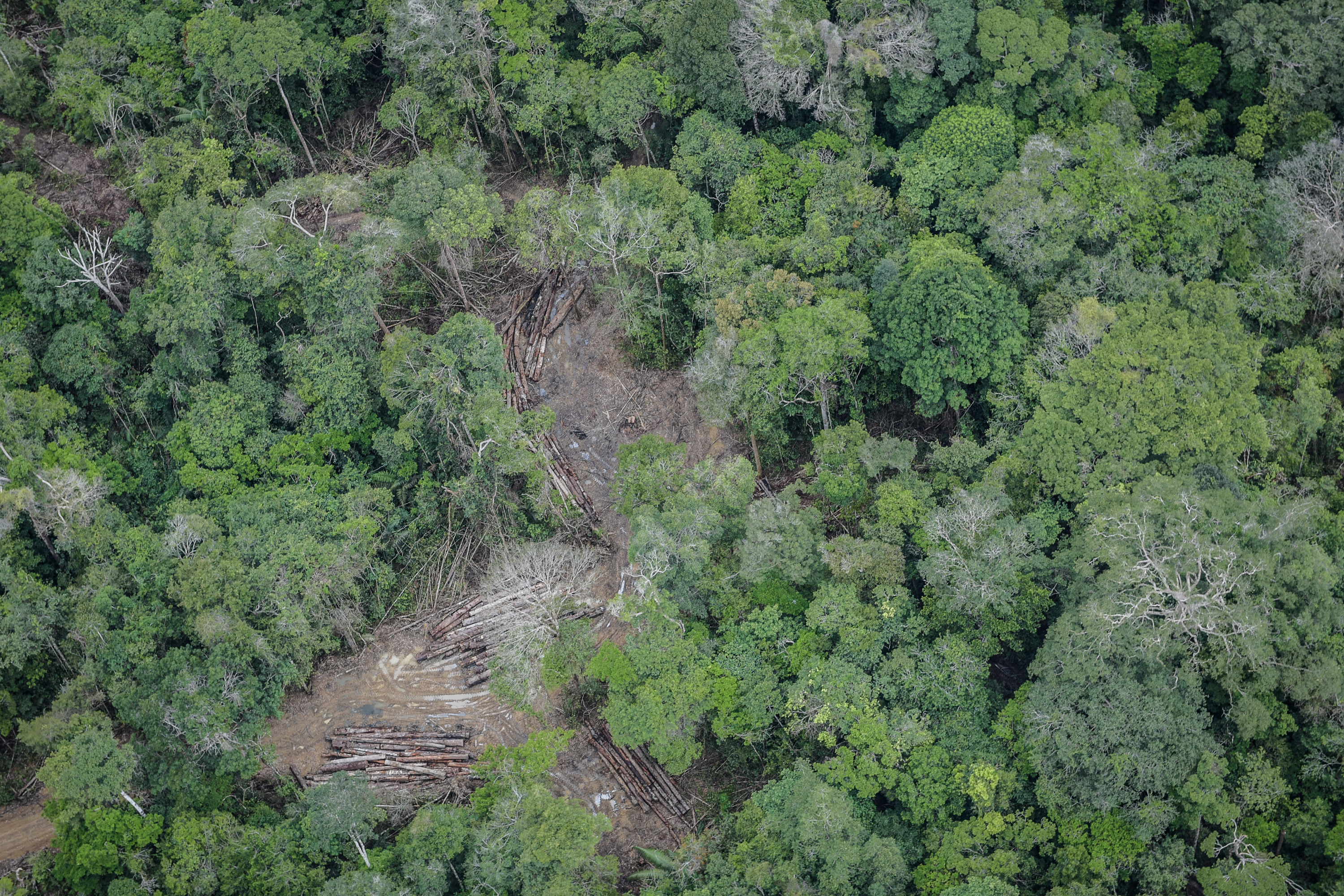
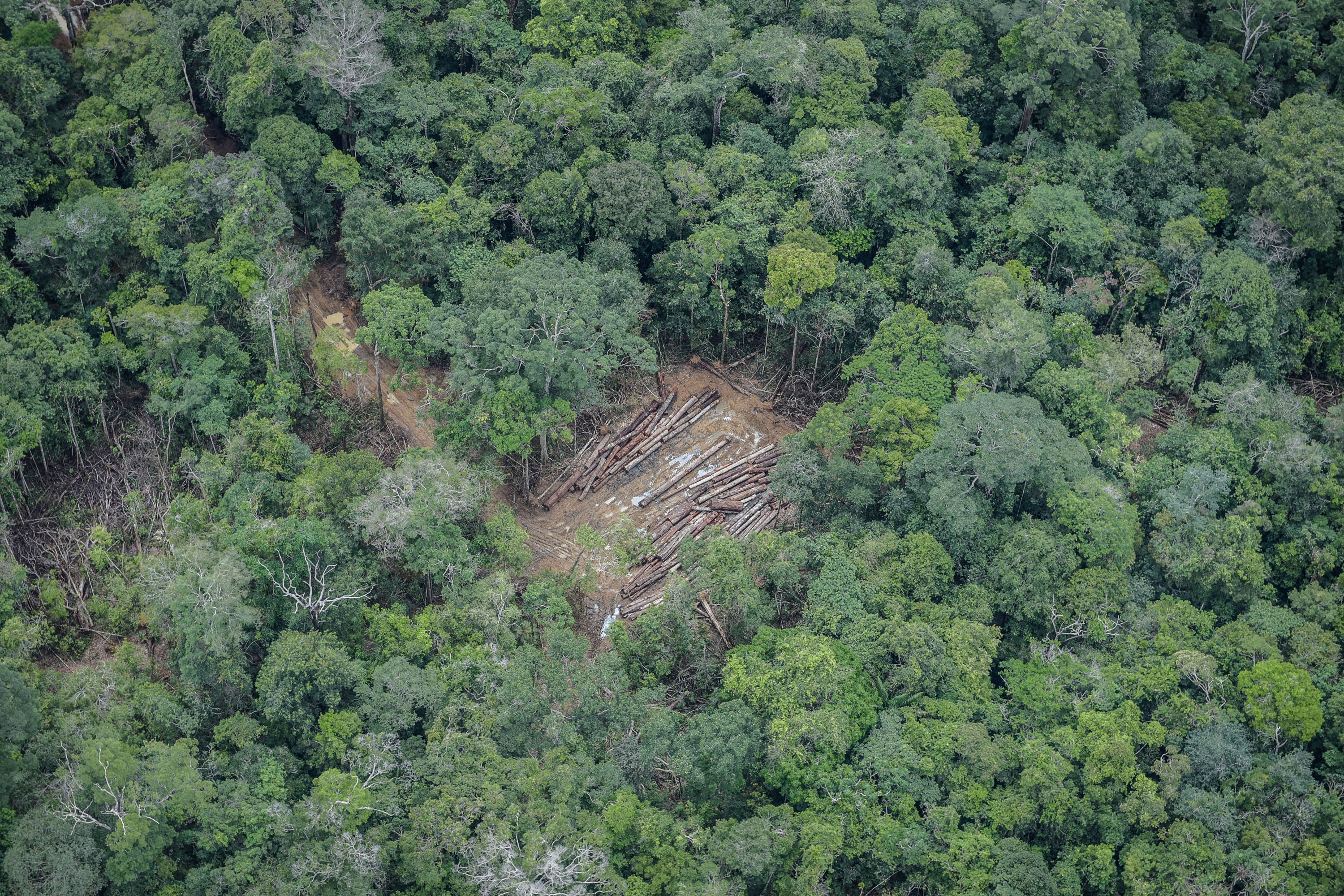
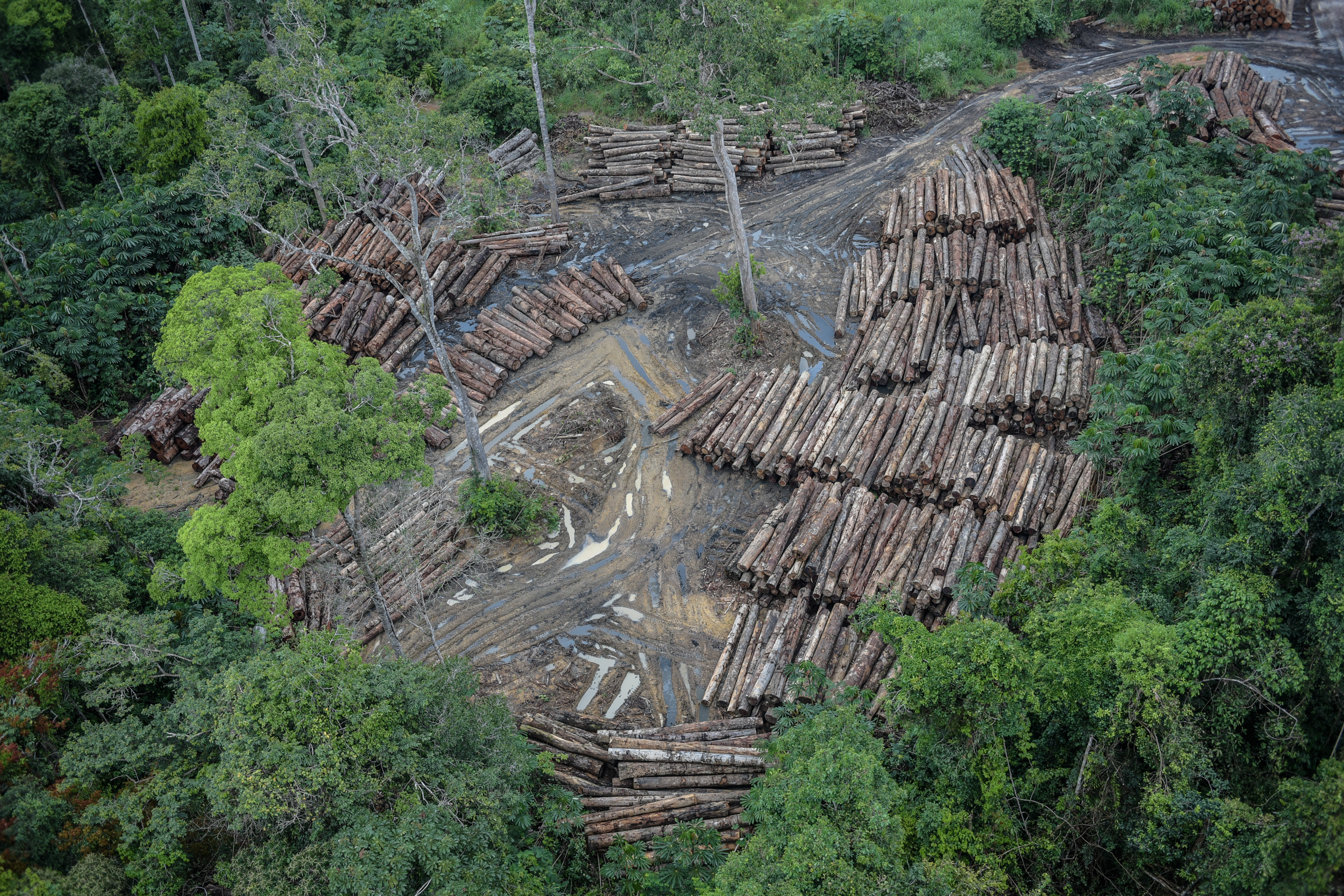
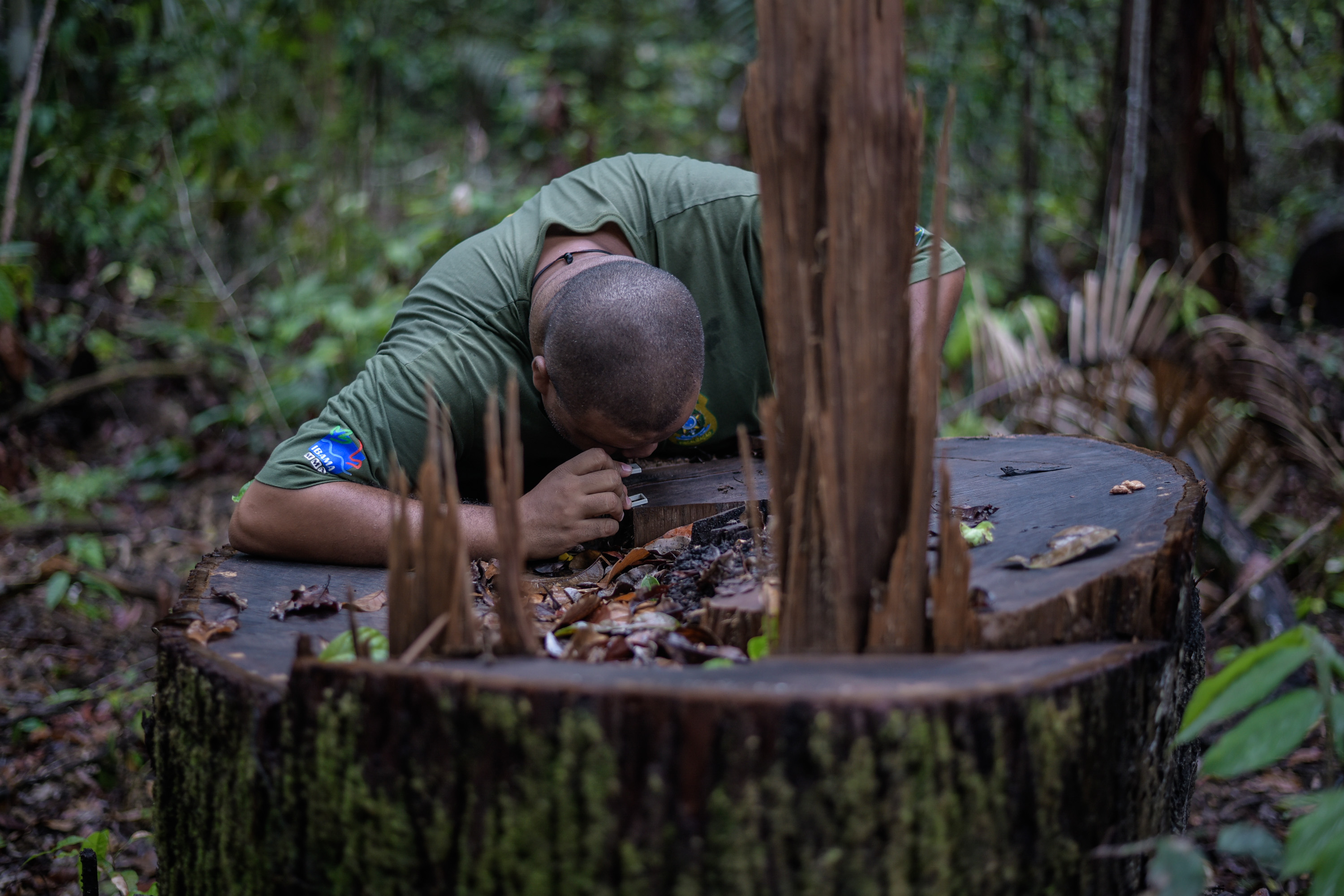
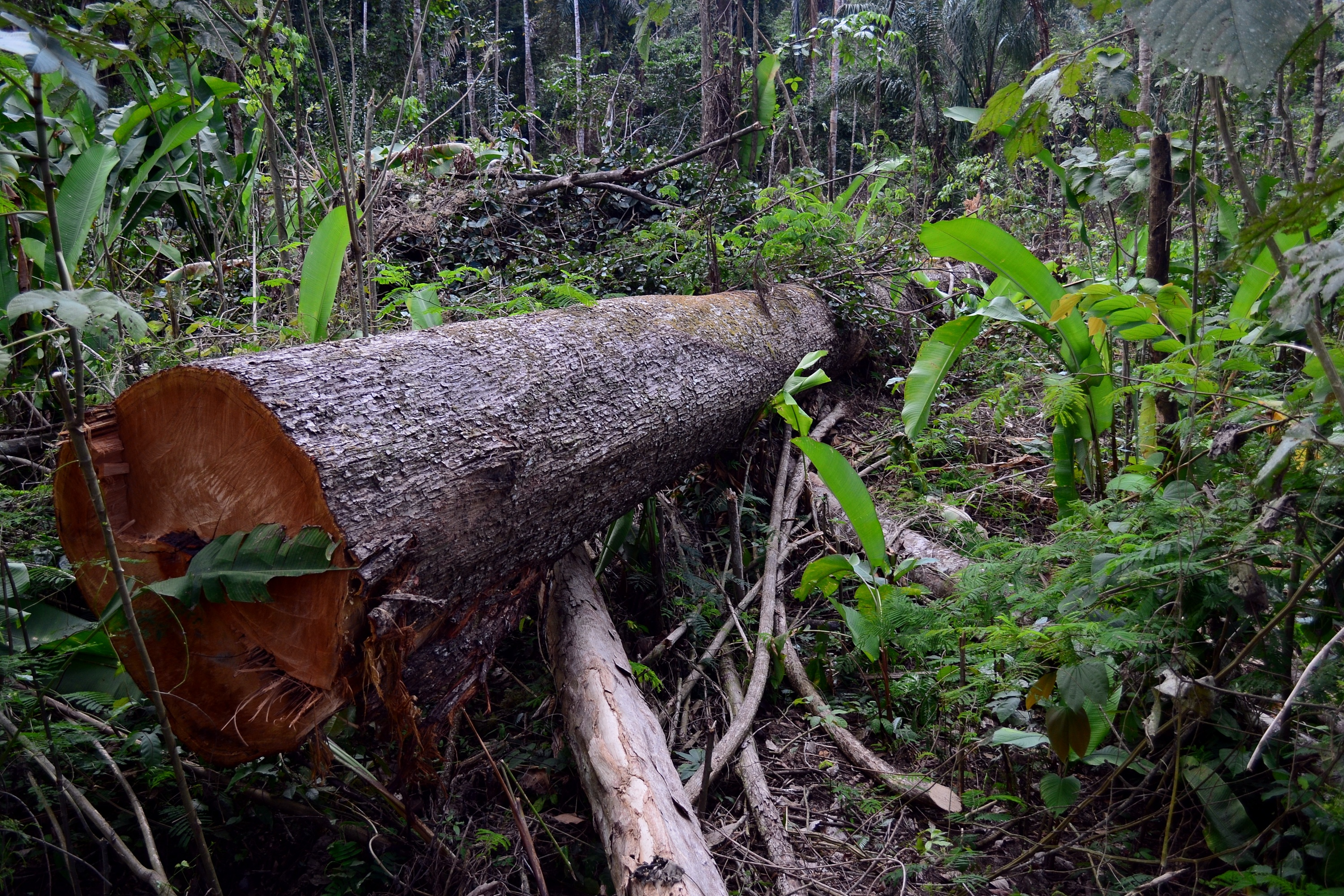
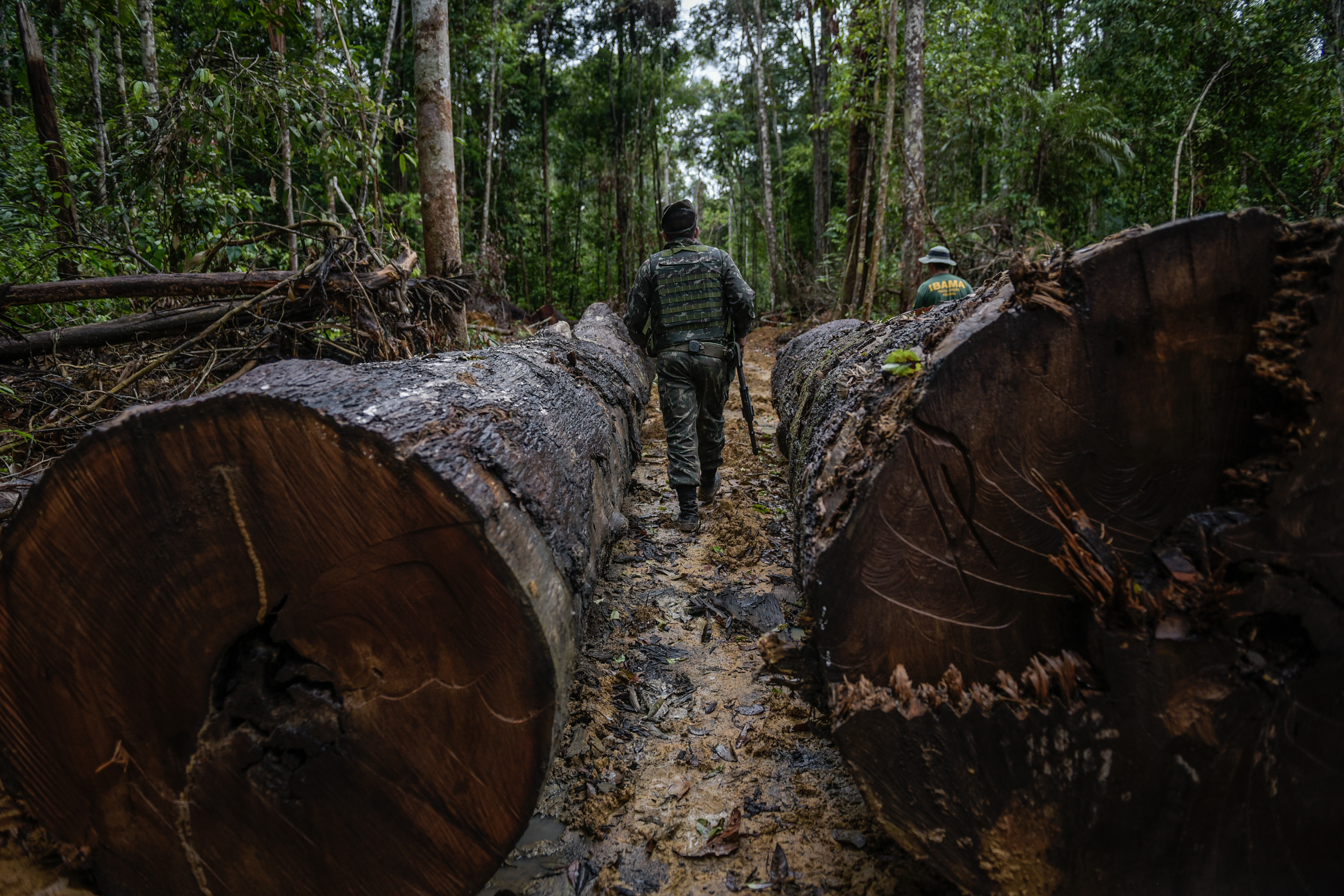
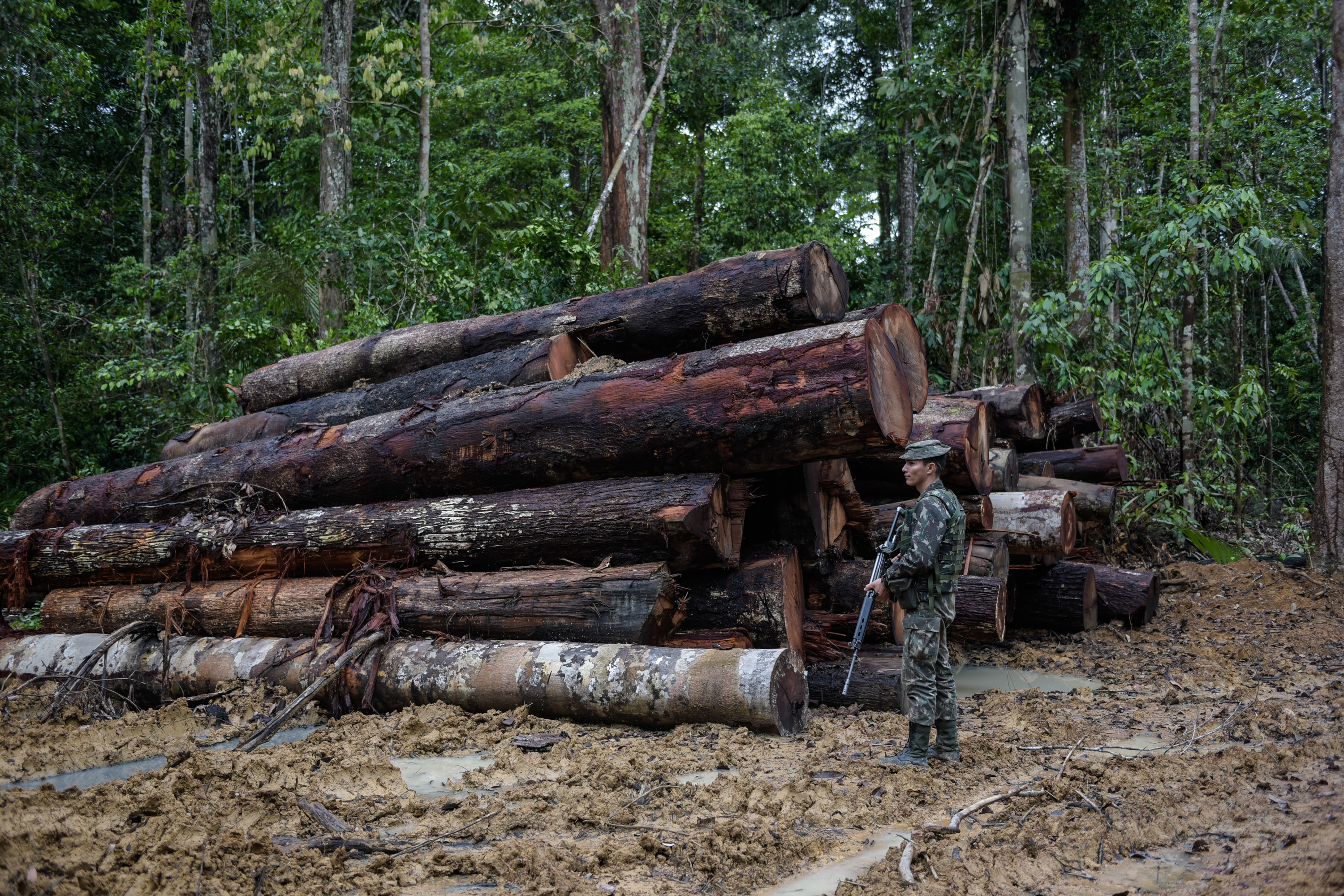
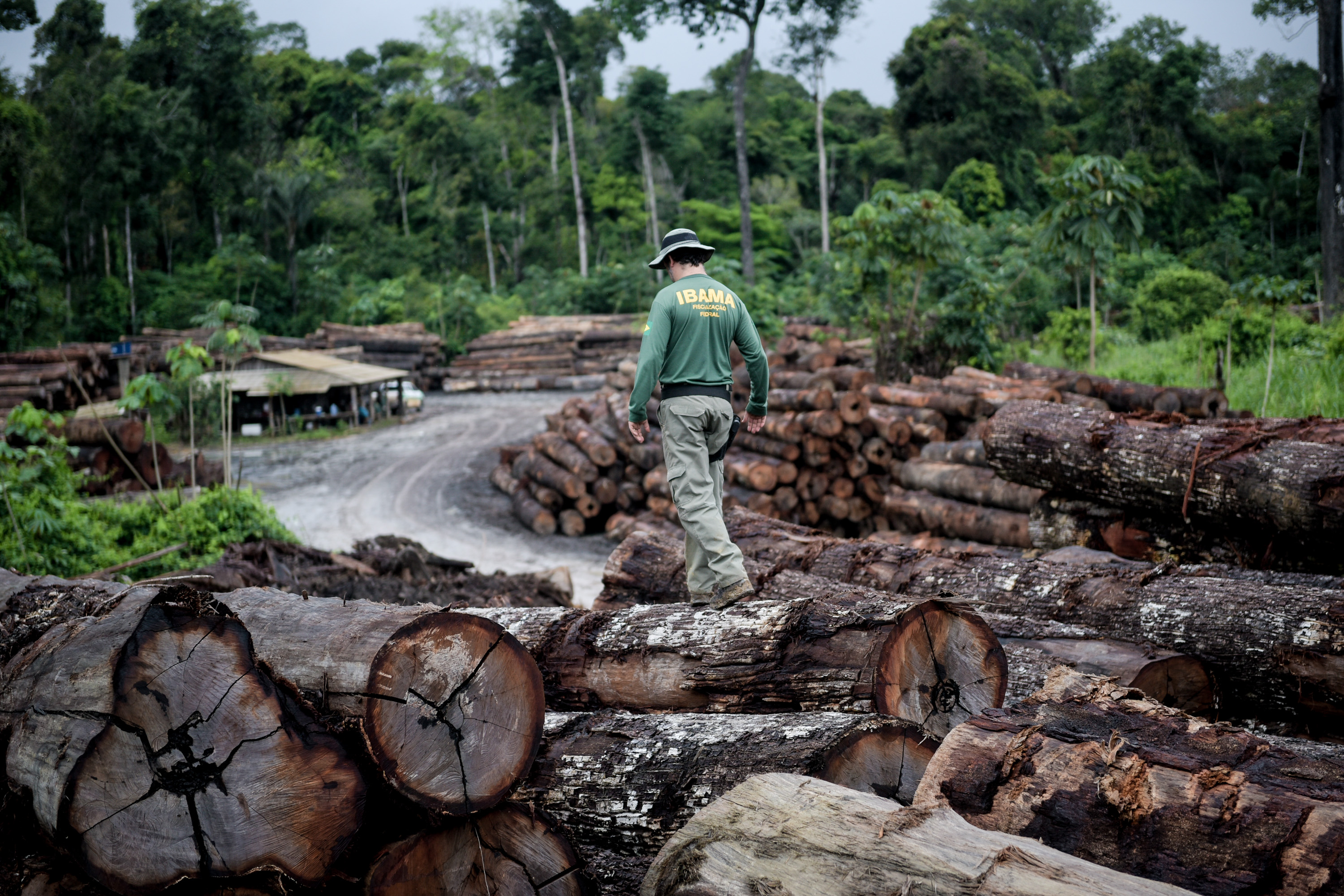